# Korpivaara (kulle i Norra Karelen)
Korpivaara är en kulle i Finland. Den ligger i Lieksa i landskapet Norra Karelen, i den östra delen av landet, 500 km nordost om huvudstaden Helsingfors. Toppen på Korpivaara är 283 meter över havet.
Terrängen runt Korpivaara är huvudsakligen platt. Runt Korpivaara är det mycket glesbefolkat, med 2 invånare per kvadratkilometer. Det finns inga samhällen i närheten. I omgivningarna runt Korpivaara växer i huvudsak barrskog.